# Tricliceras schinzii
Tricliceras schinzii là một loài thực vật có hoa trong họ Lạc tiên. Loài này được (Urb.) R.Fern. miêu tả khoa học đầu tiên năm 1975.